# پوتئاس (دهانه)
پوتئاس یک دهانه برخوردی در ماه‌ است.

## دهانه‌های اقماری
این دهانه ۱۵ دهانه اقماری دارد.
| Pytheas | عرض جغرافیایی | طول جغرافیایی | قطر         |
| ------- | ------------- | ------------- | ----------- |
| A       | ۲۰.۵° N       | ۲۱.۷° W       | ۶.۰ کیلومتر |
| C       | ۱۸.۸° N       | ۱۹.۱° W       | ۴.۰ کیلومتر |
| B       | ۱۷.۵° N       | ۱۹.۴° W       | ۴.۰ کیلومتر |
| E       | ۱۸.۱° N       | ۱۹.۰° W       | ۴.۰ کیلومتر |
| D       | ۲۱.۱° N       | ۲۰.۵° W       | ۵.۰ کیلومتر |
| G       | ۲۱.۶° N       | ۱۷.۷° W       | ۴.۰ کیلومتر |
| F       | ۱۶.۵° N       | ۱۹.۱° W       | ۵.۰ کیلومتر |
| H       | ۲۰.۵° N       | ۱۶.۵° W       | ۳.۰ کیلومتر |
| K       | ۱۹.۹° N       | ۱۶.۲° W       | ۲.۰ کیلومتر |
| J       | ۲۱.۶° N       | ۲۱.۱° W       | ۳.۰ کیلومتر |
| M       | ۱۹.۹° N       | ۱۷.۷° W       | ۳.۰ کیلومتر |
| L       | ۱۸.۶° N       | ۱۶.۹° W       | ۳.۰ کیلومتر |
| N       | ۲۲.۵° N       | ۲۰.۵° W       | ۳.۰ کیلومتر |
| U       | ۲۱.۷° N       | ۱۹.۴° W       | ۳.۰ کیلومتر |
| W       | ۲۱.۷° N       | ۲۳.۷° W       | ۳.۰ کیلومتر |